# 미국-영국 관계
미국과 영국 간의 관계는 1776년부터 군사적 반대부터 긴밀한 동맹 관계에 이르기까지 다양했다. 13개 식민지는 1776년 그레이트브리튼 왕국에서 분리되어 독립을 선언하며 성공적인 혁명 전쟁을 치렀다. 영국이 나폴레옹과 싸우는 동안 두 나라는 1812년 전쟁을 치렀다. 그 후 미국 남북 전쟁 중인 1861년 짧은 위기를 제외하면 관계는 대체로 긍정적이었다. 1880년대에는 미국 경제가 영국을 넘어섰고, 1920년대에는 뉴욕이 런던을 제치고 세계 최고의 금융 중심지가 되었다. 두 차례의 세계 대전 동안 두 나라는 함께 독일과 싸웠고, 1940년부터 양국은 전시 동맹국이자 나토 및 G7 파트너로서 특별 관계를 유지하며 긴밀한 군사 동맹국이 되어 왔다.
미국과 영국은 공유된 역사, 공통 언어, 종교적 신념과 법적 원칙의 중첩, 수백 년 전으로 거슬러 올라가는 친족 관계로 묶여 있다. 오늘날 많은 수의 외국인이 상대국에 거주하고 있다.

## 역사

### 식민지 건립과 미국 독립(1776년) 전까지
1607년 영국은 버지니아에 제임스타운이라고 명명된 북미 대륙 최초의 상주 식민지를 세우기 시작하였고, 이어서 버지니아와 캐롤라이나도 개척하였다. 1620년에는 필그림 파더스 일행이 메이플라워 호를 타고 종교의 자유를 찾아 뉴잉글랜드에 속하는 로드아일랜드에 도착하였다. 북미 동해안을 장악한 영국은 원주민 인디언을 몰아내고 영토를 서부로 확대하고 13개 식민지를 건설하였다. 신교도가 다수파를 차지하는 북미 식민지는 영국 성공회를 국교로 하는 영국과 알력이 있었다. 당시에는 종교적, 정신적으로 본국과 분리되었으며, 경제적으로도 자립할 수 있는 힘을 가지고 있었다. 18세기에 들어가면, 한랭한 기후로 비교적 농업에 적합하지 않은 동북부에서 양조 · 조선 · 운수 등의 산업이 발달하면서 영국의 경제를 압박하게 되었다. 그러자, 영국은 식민지가 영국 이외에 양털, 실, 모직물을 수출하는 것을 금지(모직 조례, 1699년)하고, 철을 녹이는 것을 금지(철 조례, 1750년)하여 공업의 발전을 방해하였다. 여기서 더 엄격한 중상주의 정책을 시행하여 식민지를 더욱 압박했다.
7년 전쟁의 일환으로 북아메리카의 식민지 지역에서 벌어진 프랑스-인디언 전쟁이 끝난 1763년, 대영 제국은 무려 1억 3000만 파운드의 빚을 지고 있었는데, 한 해 이자만 450만 파운드에 달하는 액수로 제국 유지비용의 상당액을 《인지세법》(1765년), 《타운젠드법》(1767년) 등 각종 과세를 통해 아메리카 식민지에서 충당하려고 하였다.
이러한 대영 제국의 결정은 아메리카 식민지의 대표들의 참여 없이 이루어졌기 때문에 13개 식민지는 “대표의 참여 없는 세금 부담은 무효”라고 주장하였다. 이러한 격렬한 반대 운동의 전개로 영국은 이듬해 이 세금을 철폐했지만, 이번엔 〈차법〉으로 차의 무역을 독점하려 했다. 이에 격분한 개척민들은 1773년에 보스턴 항구를 습격하여, ‘보스턴 차 사건’을 일으켰다. 보스턴 차 사건에 충격을 받은 영국은 보스턴 항구를 폐쇄하고, 주민들에게 강경한 조치를 취하였다.
애국자라 불리던 독립파 인사들은 서신 교환을 통하여 영국 제국에 대항하기 위한 독자적인 의회의 구성에 합의하였고 이들은 1774년 1차 대륙회의를 개최하고, 식민지의 자치권을 요구하면서 영국에 대하여 저항할 것을 결의하였다. 영국이 군대를 파견하자(1775년) 미국인들은 민병대를 조직하여 대항하였다. 1779년 4월 영국의 주둔 병사와 주민들이 운영하는 민병대 사이에 충돌(렉싱턴 콩코드 전투)이 발생하여 이것은 전쟁으로 이어졌다. 즉, 13개 식민지는 영국 제국을 상대로 미국 독립 전쟁(1775~83년)을 치렀다. 개척민 대표들은 제2차 대륙 회의를 개최(1775년)하여, 조지 워싱턴을 전쟁 총사령관으로 임명하여 대륙군을 결성하였다. 미국 내의 왕당파가 인구의 30%에 이르렀음에도 독립파들은 전쟁 기간 동안 식민지의 80%가 넘는 지역을 실질적으로 지배하였으며 대영 제국은 일부 해안 지역만을 방어할 수 있을 뿐이었다. 1776년 7월 4일 대륙 회의에서 토머스 제퍼슨이 초안한 개신교적 사상을 드러낸 현대 민주주의의 원점이 된 미국 독립 선언을 발표했다.
워싱턴을 총 사령관으로 하는 독립군은 독립 전쟁 초기에 영국군에게 일방적인 패배를 당했다. 그러나 1778년 미국은 프랑스와 동맹을 맺어 프랑스의 군사적 지원을 받았으며 이후 에스파냐와 네덜란드 공화국과도 동맹을 맺었다. 이후 워싱턴의 지구전 전략과 프랑스 왕국 해군의 적극적인 지원으로 전세는 독립군에게 점점 유리해졌다. 미국의 대륙군은 1776년 ‘트렌턴 전투’와 1777년 ‘새러토가 전투’, 그리고 1781년 ‘요크타운 전투’에서 대영 제국의 군대에 승리하였다. 영국은 ‘요크타운 전투’에서 결정적인 패배를 당하여 미국과 영국 제국은 1783년 9월 3일에 프랑스 파리에서 〈파리 조약〉으로 평화 협정을 맺었고 합중국의 독립을 승인하게 된다. 이로써 1783년을 양국의 국교 수립년도로 본다.

### 19세기
나폴레옹 보나파르트가 이끄는 프랑스와 영국은 전쟁 상태에 들어갔다(1803년). 미국은 유럽에 농산물 수출을 통해 벌어들이는 외화에 의존하고 있던 상태였다. 미국은 중립적 태도를 취했고, 양 진영 및 양 진영이 가지고 있는 카리브 해안의 식민지에 농산물과 원자재를 수출했다. 양국 모두 이익이 될 때는 무역을 허용했고, 불이익이 될 때는 무역을 거절했다. 1805년, 트라팔가 해전에서 프랑스가 패하자, 영국은 프랑스의 해상 봉쇄를 실시했다. 또한 영국은 미국 무역 정책에 대해서도 느슨한 해상 봉쇄를 실시하고 보복을 가해왔다. 미국 이외의 국가에서 농산물 수입이 쉽지 않을 것이라고 생각했던 미국 의회와 제퍼슨 대통령은 영국의 해상 봉쇄 해제를 노리고, 1807년에 외국과의 무역을 중단했다. 그러나 영국은 다른 나라로 농산물 수입선을 전환했다. 미국의 농산물 수출은 큰 타격을 받았다. 그래서 1812년, 영국이 미시시피강 서부와 캐나다 원주민을 지원하는 것을 구실로, 남부와 서부 출신 의원을 중심으로 영국에 선전 포고를 하게 되었고, 남북 전쟁이 종전 후 29년만에 다시 미영 전쟁(또는 1812년 전쟁)이 시작되었다.
남부와 서부의 이주 백인들은 인디언의 땅을 얻는 것이나 농산물 수출 확대를 기대하며 전쟁을 열심히 지원했다. 그것에 대해 북부 연방주의자들은 전쟁에는 반대하는 입장이었다. 그러나 미국의 초기의 승리로 그들의 반전론은 힘을 얻지 못했다. 그러나 점차 미국에 있어서 괴로운 싸움으로 끌려갔고, 1815년 벨기에에서 체결된 헨트 조약으로 정전을 하게 된다. 이 조약은 미영의 영토를 전쟁 이전의 상태로 되돌리게 하였다. 이 미영 전쟁 중에 유럽과의 관계가 끊기며, 경제적, 문화적으로 고립되면서 미국인으로서의 정신적 자립을 재촉했다. 이에 따라 국수주의가 높아져 보호 관세를 도모하고 자국 내의 공업을 발전시켰다.
1895~96년에 발생한 베네수엘라 국경위기 사건이 발생했을 때 영국과 갈등을 빚은 베네수엘라는 미국에 도움을 요청했고, 이 바람에 미국과 영국이 충돌할 뻔 했으나 이미 국력이 하강 추세에 있던 영국이 한창 국력이 상승 중이던 미국과의 충돌을 피하는 선택을 했고, 이 사건을 계기로 영국과 미국은 화해했다.

### 20세기
오늘날 영국과 미국은 가까운 군사적 동맹체이다. 양국은 문화적으로 유사할 뿐만 아니라 군사적 연구와 정보 기구를 공유한다. 영국은 미국으로부터 토마호크 미사일이나 트라이던트 미사일과 같은 무기를 구입했고 미국은 영국으로부터 해리어(Harrier)와 같은 장비를 구매했다. 또한 영국에 대규모 군대를 주둔하고 있다. 최근 영국의 총리와 미국의 대통령은 매우 친밀한 모습을 보여주었다. 가령 토니 블레어와 빌 클린턴 및 이후 조지 W. 부시 대통령 간의 관계, 1980년대 마거릿 대처와 로널드 레이건 등의 관계가 그러하다. 현재 영국의 정책은 미국과의 관계는 영국의 "가장 중요한 2자간 관계"임을 표명한다.

## 같이 보기
- 주영국 미국 대사관
- 주미국 영국 대사관